# Nur fort
Nur fort, op. 383, är en schnellpolka av Johann Strauss den yngre. Den framfördes första gången den 2 mars 1879 i Stora konsertsalen i Musikverein i Wien.

## Historia
Den 18 december 1878 hade Johann Strauss operett Blindekuh premiär på Theater an der Wien. Librettot av Rudolf Kneisel var huvudorsaken till att verket blev ett fiasko och Blindekuh togs bort från repertoaren efter bara 16 föreställningar. Strauss räddade mycket av musiken genom att snabbt arrangera fem separata orkesterstycken med motiv ur operetten. Efter misslyckandet med Blindekuh for Strauss med sin nya hustru Angelica Dittrich (första hustrun Jetty hade avlidit 8 april 1878) till Paris i förhoppningen att hitta en ny teater för sina operetter. Det lyckades honom dock inte. Då Johann Strauss befann sig utomlands var det upp till brodern Eduard Strauss att framföra polkan vid en konsert i Musikverein den 2 mars 1879. Polkans titel och öppningsmelodi är hämtade från en scen ur operettens akt II: "Nur fort, nur fort zum Schatten kühl, zur Wiese dort zum Spiel" (Iväg, iväg till skuggans kyla, till ängen och leka).

## Om polkan
Speltiden är ca 3 minuter och 2 sekunder plus minus några sekunder beroende på dirigentens musikaliska tolkning.
Polkan var ett av fem verk där Strauss återanvände musik från operetten Blindekuh:
- Kennst du mich?, Vals, Opus 381
- Pariser-Polka, Polka-francaise, Opus 382
- Nur fort, Polka-Schnell, Opus 383
- Opern-Maskenball-Quadrille, Kadrilj, Opus 384
- Waldine, Polkamazurka, Opus 385

## Weblänkar
- Nur for i Naxos-utgåvan.